# Ściana Poległych za Ukrainę
Ściana Poległych za Ukrainę (ukr. Стіна пам'яті загиблих за Україну) – pomnik upamiętniający ukraińskich ochotników, żołnierzy i przedstawicieli służb mundurowych, którzy zginęli podczas wojny rosyjsko-ukraińskiej. Znajduje na ścianie Monasteru Michajłowskiego o Złotych Kopułach, przy Placu Michajłowskim w Kijowie.  

## Opis
Na ścianie umieszczono metalowe konstrukcje z fotografiami i krótkimi biografiami poległych. W 2020 do istniejących eksponatów dodano 4,5 tysiąca nowych fotografii.

## Historia
Ściana Pamięci została oficjalnie odsłonięta w 2017. Realizacja projektu była wynikiem współpracy Ukraińskiego Kościoła Prawosławnego Patriarchatu Kijowskiego, Narodowego Muzeum Wojskowo-Historycznego Ukrainy oraz redakcji portalu „Księga Pamięci Poległych za Ukrainę”.
20 sierpnia 2020 metropolita Epifaniusz, zwierzchnik Ukraińskiej Cerkwi Prawosławnej (ПЦУ), poświęcił odnowione tablice Ściany Pamięci, na których umieszczono niemal 4500 nowych fotografii.
Przed ścianą wielokrotnie składali kwiaty przedstawiciele zagranicznych delegacji, jak Anthony Blinken, Fumio Kishida, Mark Rutte, Joe Biden, Petr Pavel, w tym również z Polski, jak Andrzej Duda, Donald Tusk czy Szymon Hołownia.